# آرا شیراز
آرا شیراز (ارمنی: Արա Շիրազ؛ ۸ ژوئن ۱۹۴۱ – ۱۸ مارس ۲۰۱۴) یکی از برجسته‌ترین مجسمه‌سازان ارمنستان بود. والدین وی، هوهانس شیراز و سیلوا کاپوتیکیان نیز از برجسته‌ترین شاعران ارمنستان بودند.

## زندگی‌نامه
آرا شیراز با نام اصلی آرامازد کاراپتیان (ارمنی: Արամազդ Կարապետյան) در شهر ایروان به دنیا آمد. وی در سال ۱۹۶۶ «انستیتو دولتی هنری و نمایشی ایروان» فارغ‌التحصیل شد. آرا شیراز از سال ۱۹۶۸ تا زمان مرگش در سال ۲۰۱۴، عضو اتحادیه هنرمندان ارمنستان بود. وی خالق مجسمه یادمانی بسیاری از مشاهیر ارمنی بوده است. وی برنده جوایزی همچون نقاش مردمی جمهوری ارمنستان و نقاش شایسته ارمنستان شوروی شد.
مجسمه‌های وی در موزه هنرهای معاصر ارمنستان، گالری ملی، گالری ترتیاکوف مسکو و در مجموعه‌های خصوصی بیشماری در شهرهای مسکو، سن پترزبورگ، تفلیس، ایروان، بیروت، پاریس، لندن، نیویورک، لس آنجلس، شیکاگو، دیترویت و مونترال به نمایش گذاشته شد.
شیراز در ماه فوریه ۲۰۱۴ بر اثر حمله قلبی در در «مرکز پزشکی نائیری» شهر ایروان بستری شد و در روز سه شنبه ۱۸ مارس ۲۰۱۴ در سن ۷۳ سالگی در همان‌جا درگذشت.

## آثار
- یقیشه چارنتس، چارنتساوان، ۱۹۷۷[۱]
- بارویر سواگ، ایروان، ۱۹۷۸[۱]
- آلکساندر میاسنیکیان، ایروان، ۱۹۸۰[۱]
- ویلیام سارویان، پانتئون کومیتاس، ایروان، ۱۹۸۴[۱]
- تیگران پتروسیان، خانه شطرنج، ایروان، ۱۹۸۹
- هوهانس شیراز پانتئون کومیتاس، ۱۹۸۹
- سرگئی پاراجانف، پانتئون کومیتاس، ۱۹۹۹
- آندرانیک اوزانیان در جلوی کلیسای جامع گریگور روشنگر مقدس، ۲۰۰۲
- هوهانس شیراز، ناحیه مالاتیا سباستیا، ایروان، ۲۰۰۵[۲]
- وازگن یکم، فرهنگستان الهیات وازگنیان، سوان، ۲۰۰۸[۳]
- مجسمه آندرانیک اوزانیان

## نگارخانه

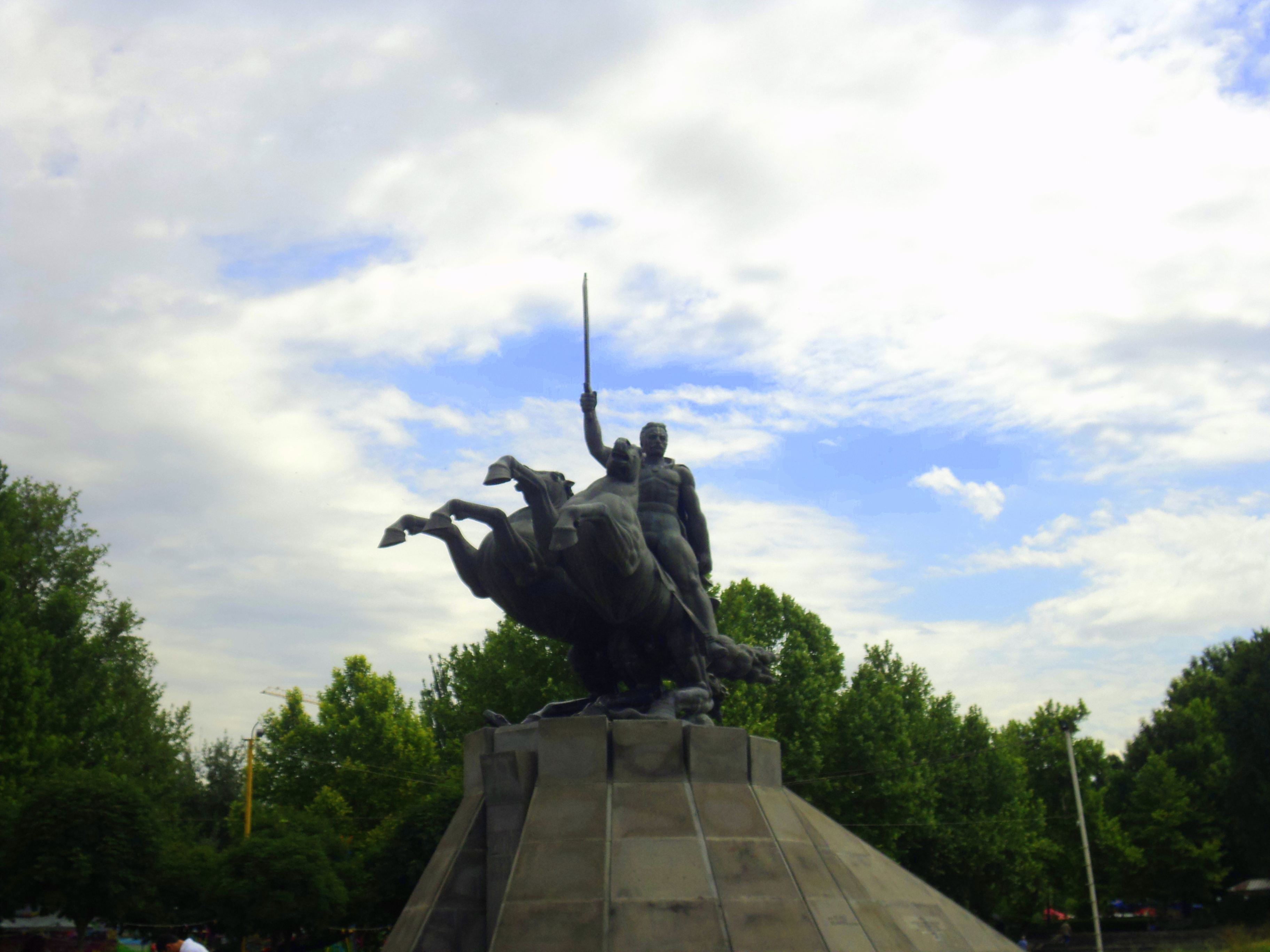
مجسمه سوار بر اسب آندرانیک در نزدیکی کلیسای جامع گریگور روشنگر مقدس در مرکز ایروان
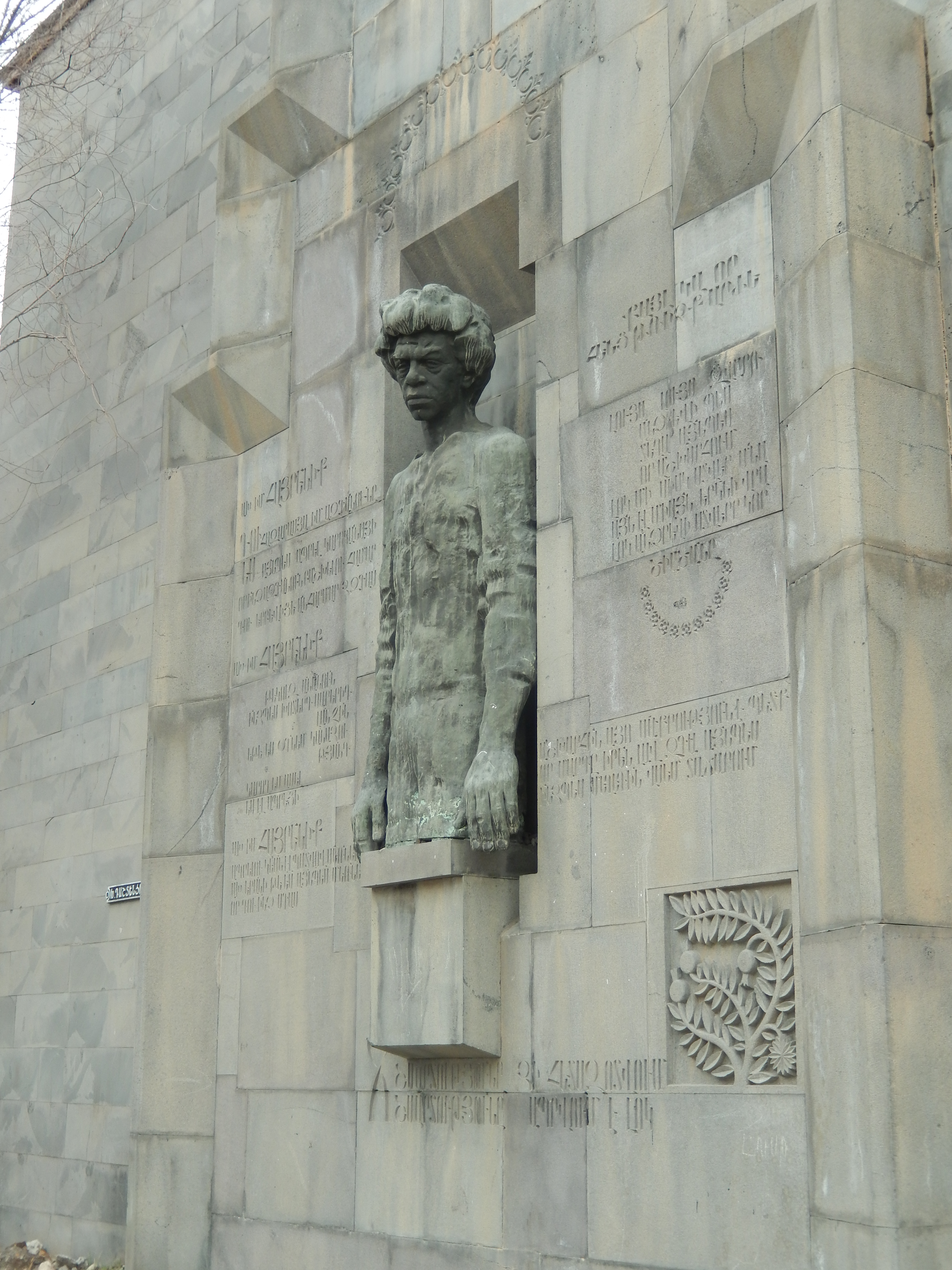
بارویر سواگ
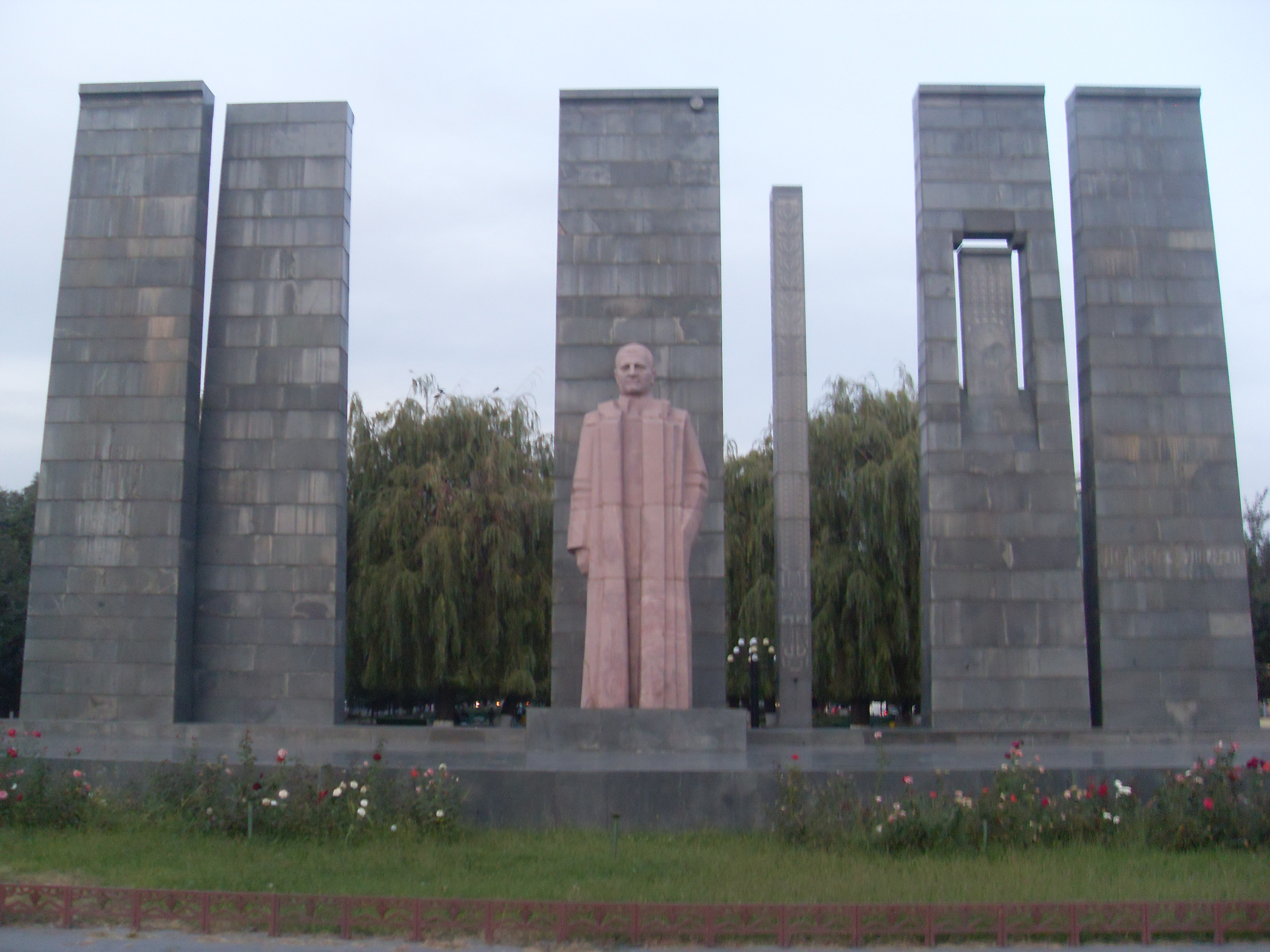
hy:Ալեքսանդր Մյասնիկյանի հուշարձան (Երևան)
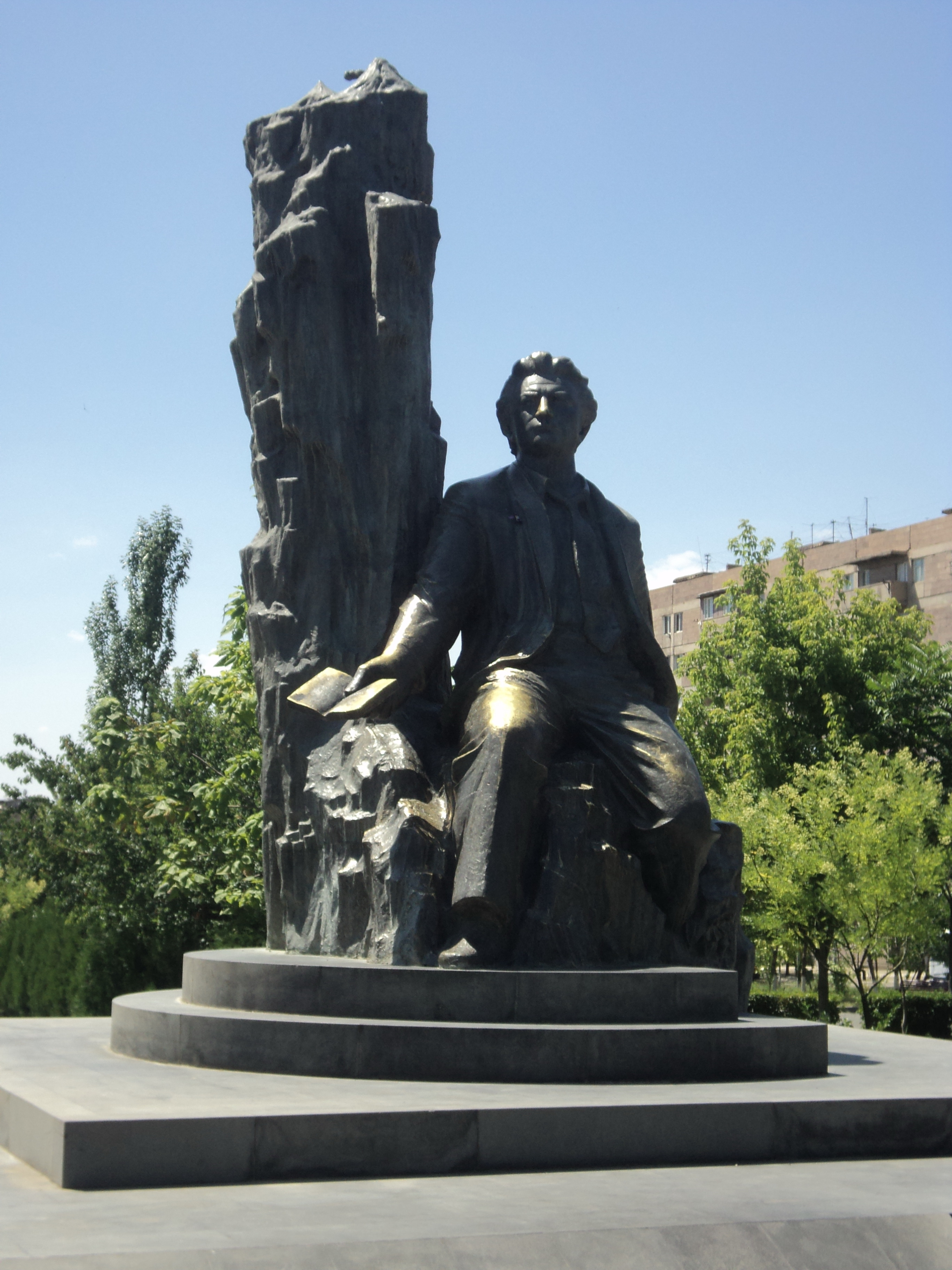
hy:Հովհաննես Շիրազի հուշարձան (Երևան)
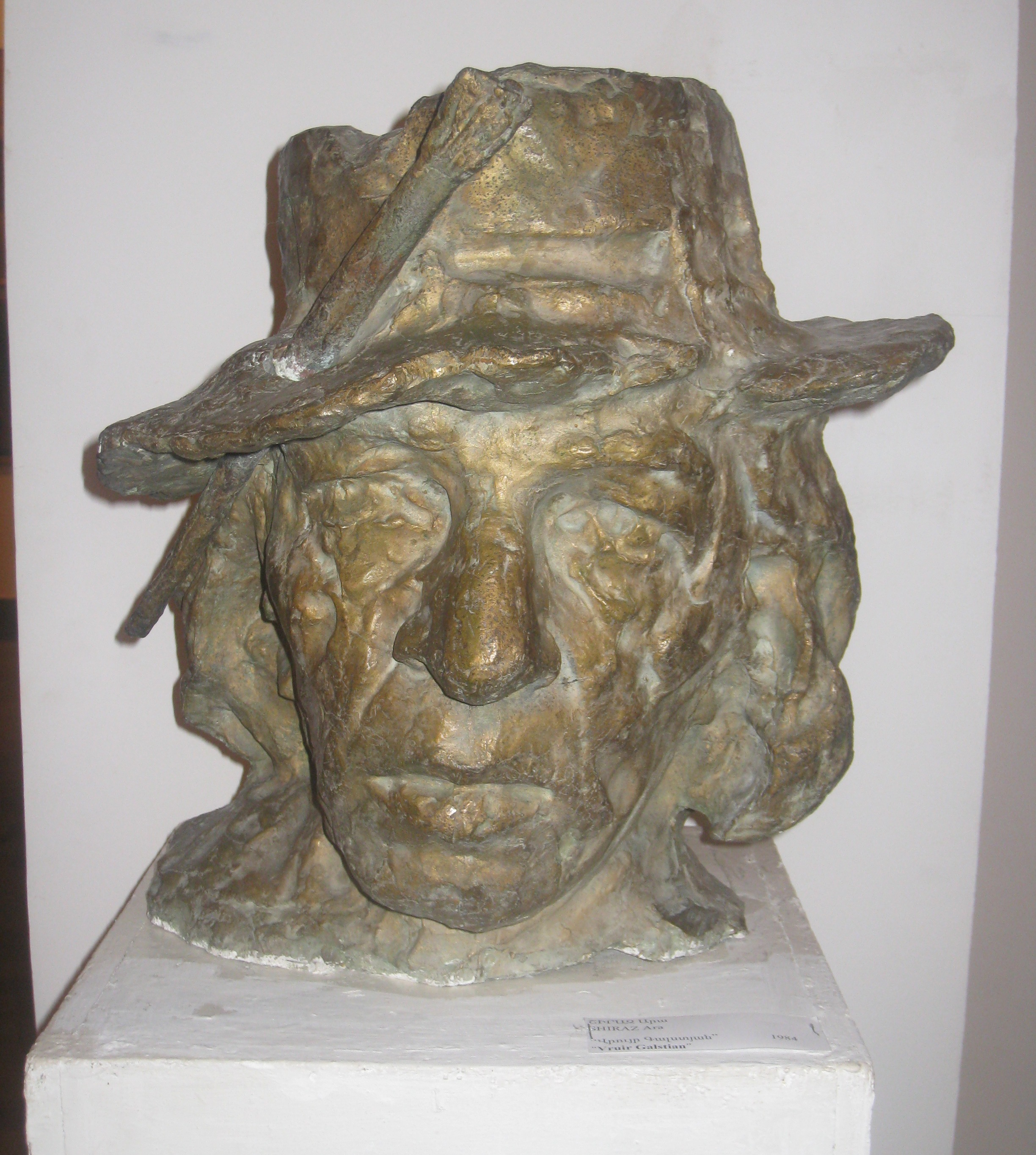
ورویر گالستیان،  ۱۹۸۴ (میلادی), hy:Երևանի Ժամանակակից արվեստի թանգարան
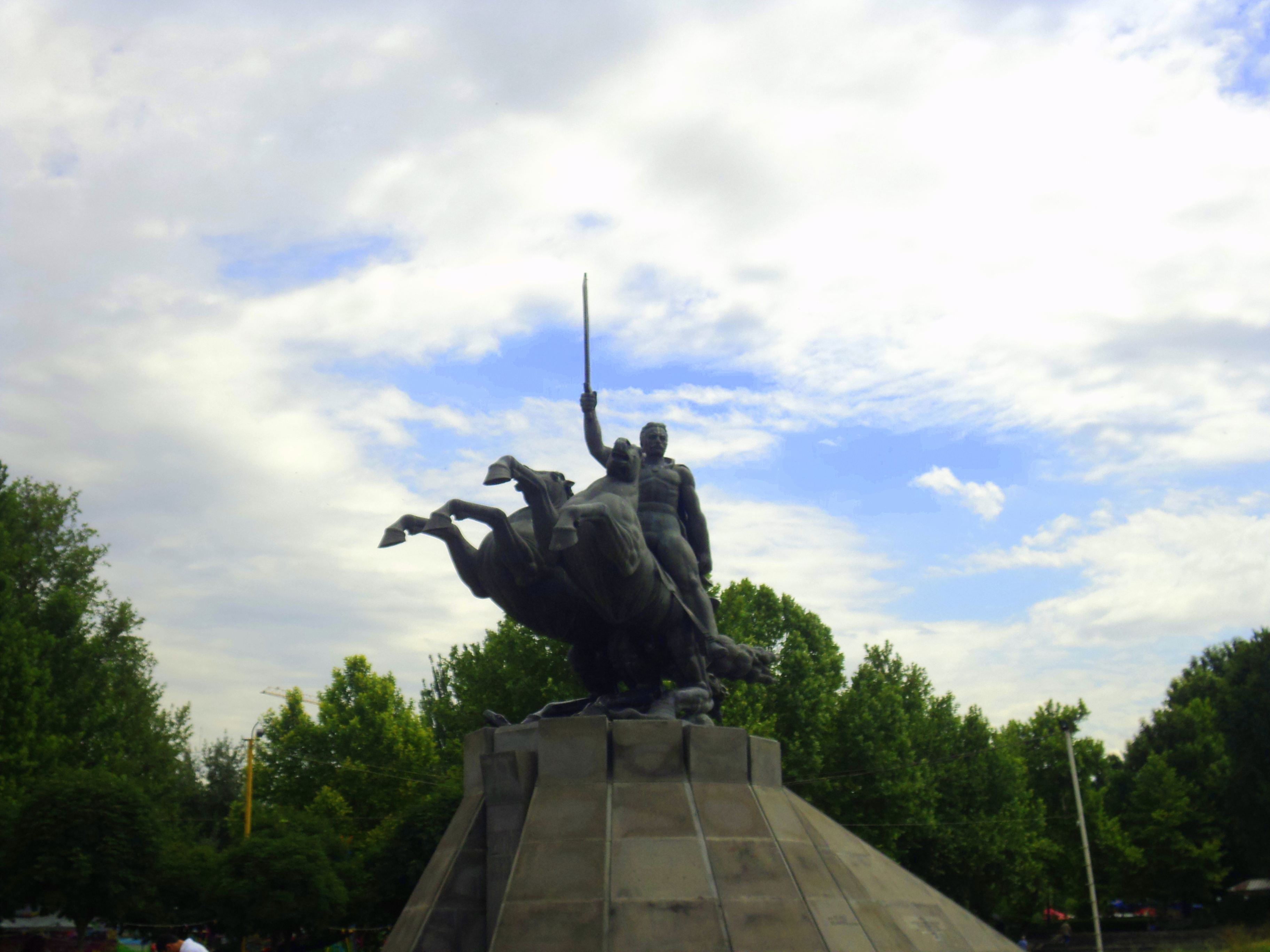
hy:Անդրանիկ Օզանյանի հուշարձան (Երևան, Կենտրոն)
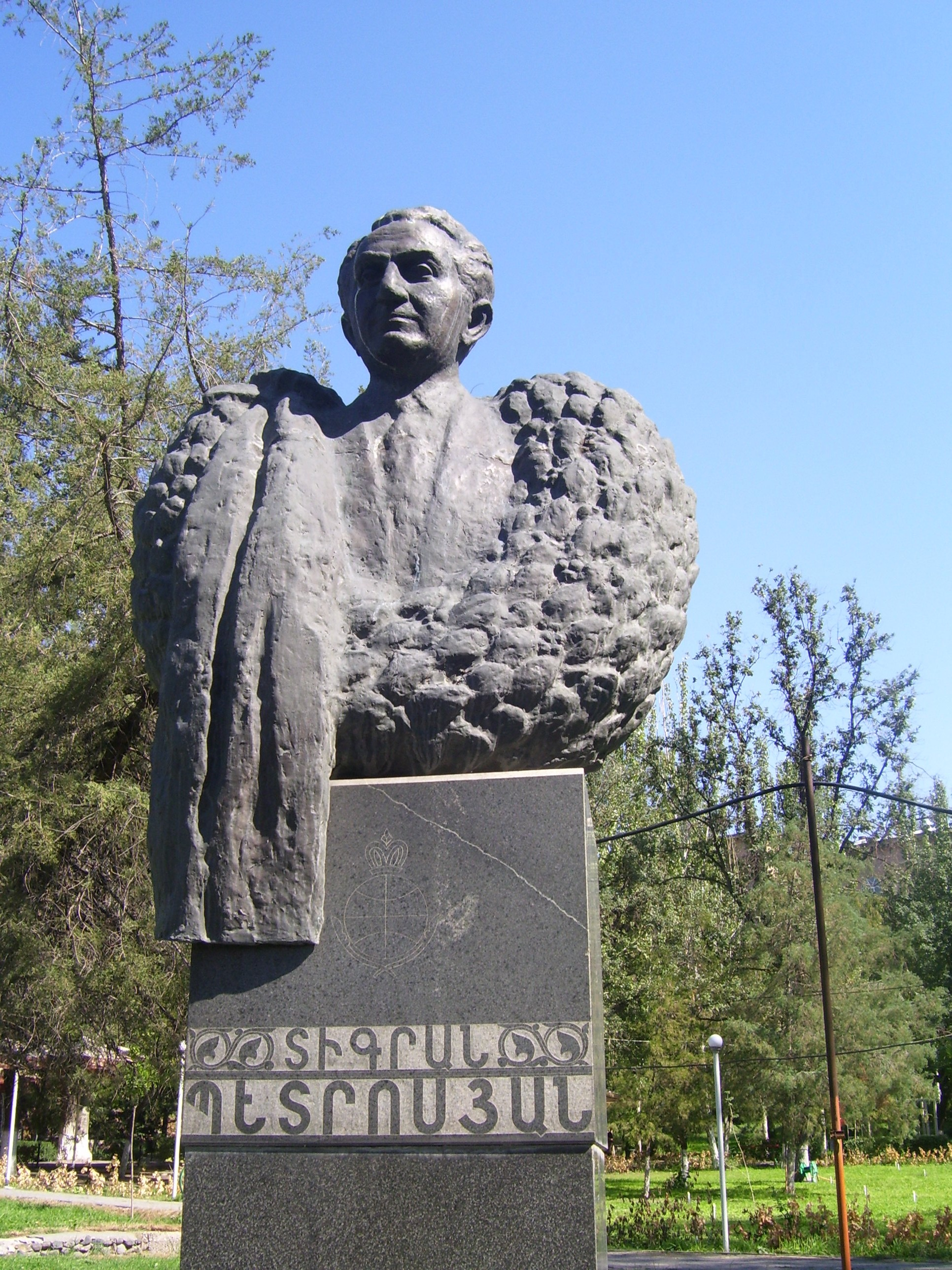
hy:Տիգրան Պետրոսյանի հուշարձան (Երևան, Օղակաձև զբոսայգի)
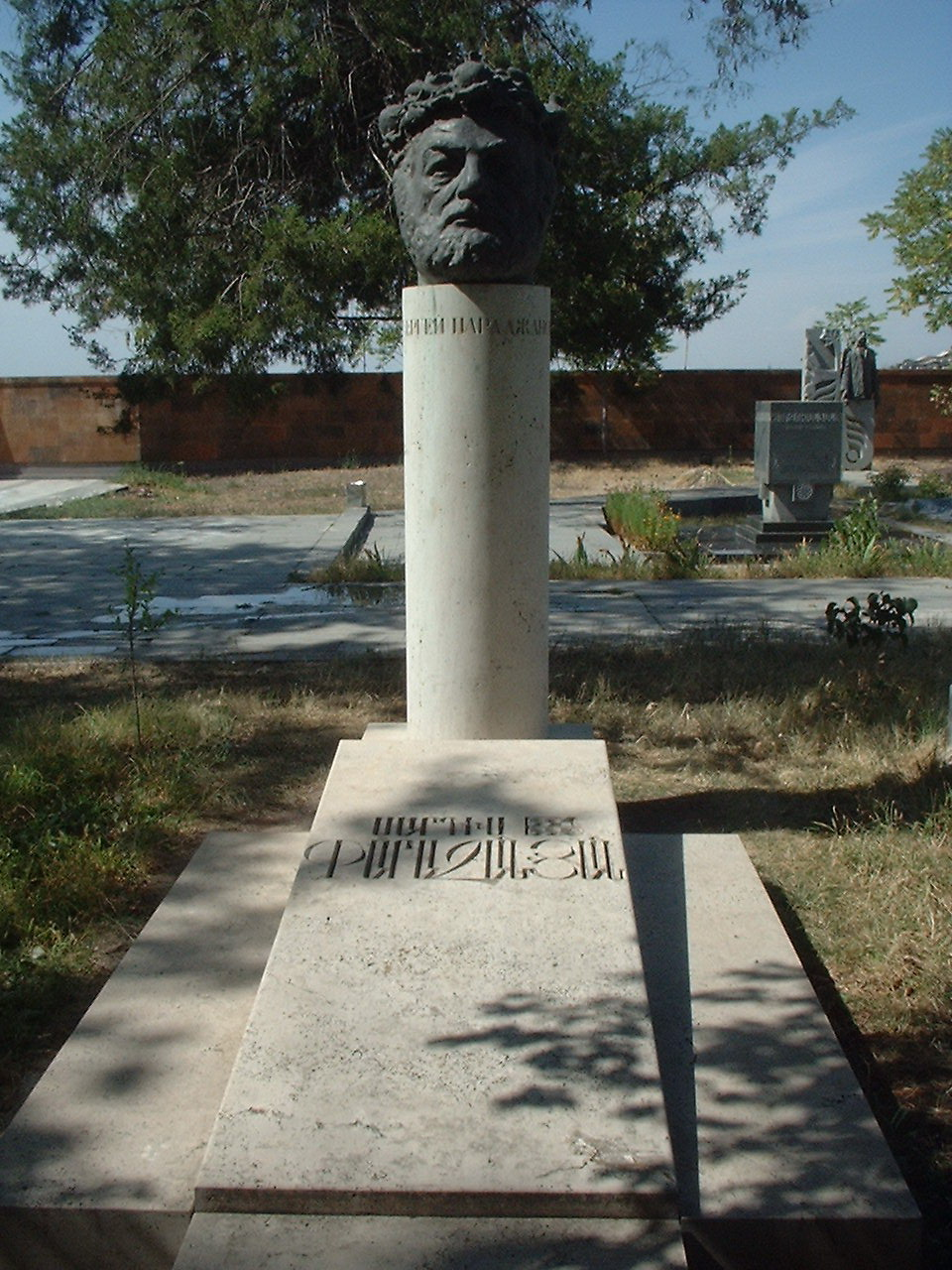
«سرگئی پاراجانفի» մահարձանը Կոմիտասի անվան զբոսայգու պանթեոնում
hy:Պարույր Սևակի հուշարձան (Երևան)hy:Պարույր Սևակի հուշարձան (Երևան)
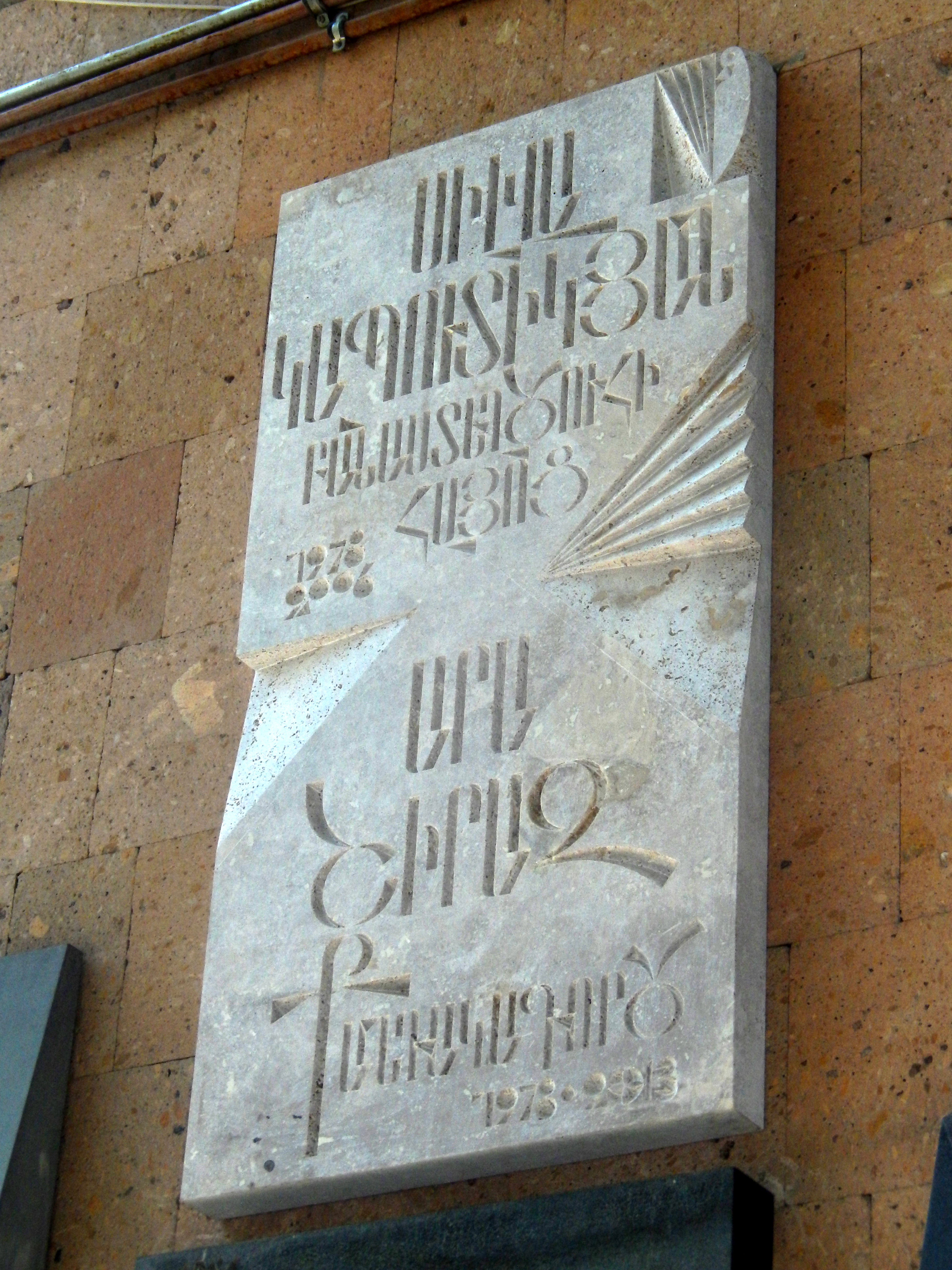